# جامعة مينينديث بيلايو الدولية
جامعة مينينديث بيلايو الدولية (UIMP) هي جامعة حكومية إسبانية يقع مقرها الاجتماعي في مدريد. وهي هيئة مستقلة تابعة لوزارة العلوم والابتكار والجامعات، وتنظمها اللائحة المعتمدة بموجب المرسوم الملكي 331/2002 بتاريخ 5 أبريل.
اسمها يُكرِّم مارسيلينو مينينديث بيلايو.
وهي المؤسسة الرائدة والأقدم في إسبانيا في مجال الدورات الصيفية ودورات اللغة والثقافة الإسبانية للأجانب.
تم إنشاء جامعة مينينديث بيلايو الدولية بموجب مرسوم صدر في 10 نوفمبر 1945. وهي المؤسسة التي تواصل عمل جامعة الصيف في سانتاندير، التي أُسِّست في سانتاندير بموجب مرسوم صدر في 23 أغسطس 1932، باقتراح من وزير التعليم العمومي، فرناندو دي لوس ريوس، باعتبارها جامعة صيفية.
جامعة الصيف في سانتاندير: 
كانت جامعة الصيف في سانتاندير تتخذ من قصر لا ماغدالينا مقرًا لها، وهو القصر الذي كان مقر الإقامة الصيفية لملوك إسبانيا بين عامي 1913 و1930، بعد أن وهبه مجلس بلدية سانتاندير للملك ألفونسو الثالث عشر. وكان أول رؤسائها المؤرخ واللغوي رامون مينينديث بيدال، والفيزيائي البارز بلاس كابرييرا. وبموجب المرسوم نفسه، تم تعيين الشاعر والأستاذ بيدرو ساليناس أمينًا عامًا للجامعة، وهو الملهم الحقيقي لهذه المؤسسة الجامعية الجديدة والفريدة، والذي، شأنه شأن دي لوس ريوس، كان أستاذًا في المدرسة الإسبانية بكلية ميدلبوري، وهي المؤسسة التي استلهم منها فكرة إنشاء جامعة صيفية مخصصة أساسًا للأجانب.
خلال صيفيات الفترة من 1933 إلى 1936، نُظِّمت في القصر مجموعة واسعة من الدورات حول أبرز المواضيع في ذلك العصر، بالإضافة إلى دورات في اللغة والأدب الإسبانيين الموجّهة للأجانب، والتي كانت تُدرَّس منذ عام 1926 من قبل جمعية مينينديث بيلايو، وكذلك دورات المعهد الطبي للدراسات العليا، والتي كانت تُعقد سابقًا في مستشفى كازا دي سالود فالدثيا.
شهد قصر لا ماغدالينا فعاليات متميزة شارك فيها شخصيات بارزة مثل: خوسيه أورتيغا إي غاسيت، غريغوريو مارانيون، رامون مينينديث بيدال، خابيير زوبيري، بلاس كابرييرا، وغيرهم كثيرون.
جامعة مينينديث بيلايو الدولية: 
توقفت أنشطة جامعة الصيف في سانتاندير خلال الحرب الأهلية الإسبانية، واستُؤنفت عام 1945 مع صدور مرسوم 10 نوفمبر 1945 القاضي بإنشاء جامعة مينينديث بيلايو الدولية، التي اتخذت من المستشفى القديم سان رافائيل في سانتاندير مقرًا لها. وبدءًا من صيف عام 1949، عادت الجامعة إلى قصر لا ماغدالينا كمقر رئيسي لها، بفضل منحة من خوان دي بوربون.
نظرًا للزيادة المستمرة في أنشطة الجامعة، أصبح من الضروري إنشاء حرم جامعي في منطقة لاس ياماس، في سانتاندير كذلك، يتضمن مباني تحتوي على قاعات للتدريس وخدمات استقبال وسكن للطلاب الأجانب الذين يتابعون دورات في اللغة والأدب والثقافة الإسبانية، وللطلاب المسجلين في الدورات الإنسانية.
سنة بعد سنة، ازداد عدد الدورات وتخصصاتها، في مجالات مثل العلوم الاجتماعية، والإنسانية، والتجريبية، والتكنولوجية. كما توسعت الأنشطة الثقافية لتشمل الموسيقى، والمسرح، والأمسيات الشعرية، والسينما، وغيرها.
خلال السنوات الأخيرة، لم تقتصر أنشطة جامعة مينينديث بيلايو الدولية على مدينة سانتاندير فحسب، بل امتدت إلى مراكزها الثمانية الأخرى في: برشلونة، فالنسيا، إشبيلية، سانتا كروث دي تينيريفي، لا كورونيا، كوينكا، لا لينيا دي لا كونثبثيون، والبيرينيه.
في عام 2009، أسست جامعة مينينديث بيلايو الدولية، إلى جانب جامعة كانتابريا، الحرم الجامعي الدولي لكانتابريا (Cantabria Campus Internacional - CCI)، والذي تم اختياره من قبل وزارة التعليم والعلوم ك"حرم امتياز دولي" على المستوى الإقليمي.
الرؤساء: 
رامون مينينديث بيدال: من 1933 إلى 1934.
بلاس كابرييرا: من 1934 إلى 1936.
سيرياكو بيريث بوستامانتي: من 1947 إلى 1968.
فلورينتينو بيريث إمبيد: من 1968 إلى 1974.
فرانسيسكو إندورايين: من 1974 إلى 1980.
راؤول مورودو: من 1980 إلى 1983.
سانتياغو رولدان: من 1983 إلى 1989.
إرنست يوش: من 1989 إلى 1995.
خوسيه لويس غارسيا ديلغادو: من 1995 إلى 2005.
لوتشيانو باريخو: من 2005 إلى 2006.
سلفادور أوردوينيث: من 2006 إلى 2013.
سيسار نومبيلا: من 2013 إلى 2017.
إميليو لورا-تامايو: من 2017 إلى 2018.
لوث موران: من 2018 إلى 2021.
كارلوس أندراس: من 2021 إلى الوقت الحاضر.
في عام 2023، حصلت على جائزة شخصية العام في منطقة كانتابريا لعام 2022، وذلك بالاشتراك مع جامعة كانتابريا.
وتمنح الجامعة، من جهتها، الجوائز التالية سنويًا:
جائزة مينينديث بيلايو الدولية
جائزة "لا بارّاكا" للفنون المسرحية
جائزة جامعة مينينديث بيلايو الدولية في السينما
جائزة – ورشة الشعر "بيدرو ساليناس"
وسام الشرف لجامعة مينينديث بيلايو الدولية